# Палеонемертины
Палеонемертины (лат. Palaeonemertea) — отряд, а в новой системе — класс немертин. В прежнем объеме отряд Palaeonemertea — парафилетический таксон по отношению к гетеронемертинам. Из состава палеонемертин выведено семейство Hubrechtiidae s.l., представители которого имеют пилидий и образуют с Heteronemertea монофилетическую группу (класс) Pilidiophora. Насчитывают около 110 видов, обитающих в морских водах по всему миру.

## Строение
Представители отряда характеризуются рядом примитивных признаков. Основная мускулатура кожно-мускульного мешка представлена слоями наружной кольцевой, диагональной, продольной, а также внутренней кольцевой мускулатуры. Внутренняя кольцевая мускулатура располагается в районе передней и, обычно, средней кишки. Наружная продольная мускулатура имеется у Carinomidae в области мозга и рта. Хобот с двумя нервами, состоит из наружной кольцевой, диагональной, продольной и внутренней кольцевой (эндотелиальной) мускулатуры; у некоторых видов наружная кольцевая и диагональная мускулатура отсутствует, у представителей родов Balionemertes и Cephalotrechella имеется дополнительный слой продольной мускулатуры. Виды рода Callinera имеют вооружение в хоботе. Погружение нервной системы различно: мозг и нервные стволы могут залегать в эпидермисе (Carininidae) или между эпидермисом и наружной кольцевой мускулатурой (большинство Tubulanidae), в толщу внутренней продольной мускулатуры по всей длине (Cephalotrichidae или только в области кишечника у Carinomidae, Carinomella). Церебральные органы отсутствуют или эпителиальные. У многих видов имеется пара латеральных органов. Глаза либо отсутствуют, либо эпителиальные. В кровеносной системе нет дорсо-медиального сосуда. Личинка планулообразная, свободноплавающая, с одним непарным вентральным глазом (Carinomidae, Carininidae), двумя латеральными глазами (Cephalotrichidae) или без глаз (Tubulanidae).

## Таксономия
Впервые группу в ранге подотряда Paleonemertini выделил в 1879 году нидерландский зоолог Амброзиус Хюбрехт. Под этим названием Хюбрехт объединил четыре семейства: Cephalotricidae (=Cephalotrichidae), Carinellidae (=Tubulanidae), Poliaidae (=Baseodiscidae) и Valenciaidae (=Valenciniidae). В 1890-х годах немецкий зоолог Отто Бюргер исключил Baseodiscidae и Valenciniidae из состава палеонемертин, причислив их к введённому им новому таксону — гетеронемертинам (Heteronemertini). В XX веке сложилась традиция включать в состав палеонемертин семейства Carinomidae, Cephalotrichidae, Hubrechtiidae и Tubulanidae. Японский ученый Фумио Ивата выделил Cephalotrichidae в самостоятельный отряд Archinemertea. А. В. Чернышев предложил разделить палеонемертин на 4 подотряда: Carinomiformes, Tubulaniformes, Archinemertea и Hubrechtiiformes, позже возведя их в ранг отрядов. В XXI веке Hubrechtiidae (=Hubrechtiiformes) рассматриваются как близкая к гетеронемертинам группа. В настоящее время семейство Hubrechtiidae s.l. отнесено к классу Pilidiophora и рассматривается как сестринская группа по отношению к гетеронемертинам.
Выделяют следующие отряды и семейства Palaeonemertea s.str.:
- Отряд Carinomiformes
- Carinomidae
- Carininidae
- Отряд Archinemertea
- Cephalotrichidae
- Cephalotrichellidae
- Отряд Tubulaniformes
- Tubulanidae
- Carinomellidae